# Ros Sopheap
Ros Sopheap é um ativista de Camboja. Ele é o gerente sênior de "Gênero e desenvolvimento no Camboja" (Gender and Development for Cambodia) (GADC). O GADC tem como objetivo prevenir a violência contra as mulheres e também promover a liderança das mulheres, especialmente mulheres jovens.Em 1995, ele trabalhou no projeto de pesquisa sobre violência doméstica, o primeiro estudo desse tipo no país, e inspirou-o a se envolver mais.
O representante da ONU no Camboja disse que a pesquisa mostrou que 1 em cada 5 mulheres no Camboja sofreram violência física ou sexual de seus parceiros. Quase metade dessas mulheres não confiou em ninguém nem denunciou abuso às autoridades. 